# Ющук, Иван Иванович
Иван Иванович Ющук (бел. Іван Іванавіч Юшчук; 15 мая 1898, деревня Малынка, Заблудовская волость, Белостокский уезд, Гродненская губерния — 19 сентября 1991, Москва, РСФСР, СССР) — советский военачальник, участник Великой Отечественной войны, генерал-майор танковых войск в отставке.
В годы Первой мировой войны перебрался в качестве беженца из Западной Белоруссии в Тулу, где связал свою судьбу с Красной Армией, и затем — с танковыми войсками. Участник гражданской войны. В межвоенные годы прошёл путь от командира танка до командира танковой бригады.
Великую Отечественную войну встретил начальником штаба (затем — командир) 48-й танковой дивизии. Командовал 32-й танковой бригадой, которая активно участвовала в обороне Тулы, а затем в разгроме немецких войск под Тулой. Генерал-майор танковых войск И. И. Ющук закончил войну в центре Берлина командиром 11-го танкового корпуса.
После войны занимал ряд командных должностей в Советской армии Вооружённых Сил СССР. После увольнения в запас вёл большую общественную работу. Автор книги «Одиннадцатый танковый корпус в боях за Родину».

## Биография

### Ранние годы
Родился 15 мая 1898 года в деревне Малынка Заблудовской волости Белостокского уезда Гродненской губернии (ныне Белостокский повет Подляского воеводства, Польша) в бедной крестьянской семье. Белорус. С восьми лет пас крестьянский скот, затем переехал в город на заработки. В качестве беженца первой мировой войны перебрался в Тулу.
В феврале 1918 года вступил добровольцем в отряд в Красной Гвардии в Туле, а в апреле — в Красную Армию. Участник гражданской войны.
В 1922 году окончил тракторные курсы при Высшей автобронетанковой школе, а в следующем году — повторные курсы при Высшей автобронетанковой школе.
В феврале 1923 года назначен командиром танка отдельной танковой учебной бригады Московского военного округа, а уже через месяц командовал взводом в 5-м отдельном автобронетанковом отряде. С сентября — командир 1-го дивизиона 1-й лёгкой флотилии танков.
В 1925 году окончил КУКС по бронетанковому делу при Ленинградской школе мехтяги. В 1935 году окончил Военную академию механизации и моторизации имени И. В. Сталина.
В июне 1935 года назначен командиром танкового батальона 27-й механизированной бригады Белорусского военного округа (БВО). С апреля 1938 года — начальник автобронетанковой службы (АБТС) 13-й стрелковой дивизии БОВО.
Судьба командира оказалась на волоске в годы сталинских репрессий. В июле 1938 года И. И. Ющук приказом по БОВО освобождён от должности начальника АБТС 13-й стрелковой дивизии и уволен из РККА по ст. 43 п. «б» (по служебному несоответствию). Однако уже в сентябре был восстановлен в РККА и назначен на прежнюю должность.
В августе 1939 года И. И. Ющук назначен командиром 27-й отдельной легкотанковой бригады. С марта 1941 года — начальник штаба 48-й танковой дивизии.

### В годы Великой Отечественной войны
На фронте с первых дней Великой Отечественной войны. В августе 1941 года полковник И. И. Ющук вместе с группой командиров штаба дивизии собрал разрозненные маршевые батальоны и совместно с остатками 48-й танковой дивизии контрударом занял город Великие Луки. При этом находился в боевых порядках частей и личным примером увлекал части в бой, чем обеспечил разгром немецкой 86-й танковой дивизии. 28 августа назначен командиром 48-й танковой дивизии, которая после выхода из окружения была направлена в город Владимир на переформирование и вскоре расформирована, 2 сентября.

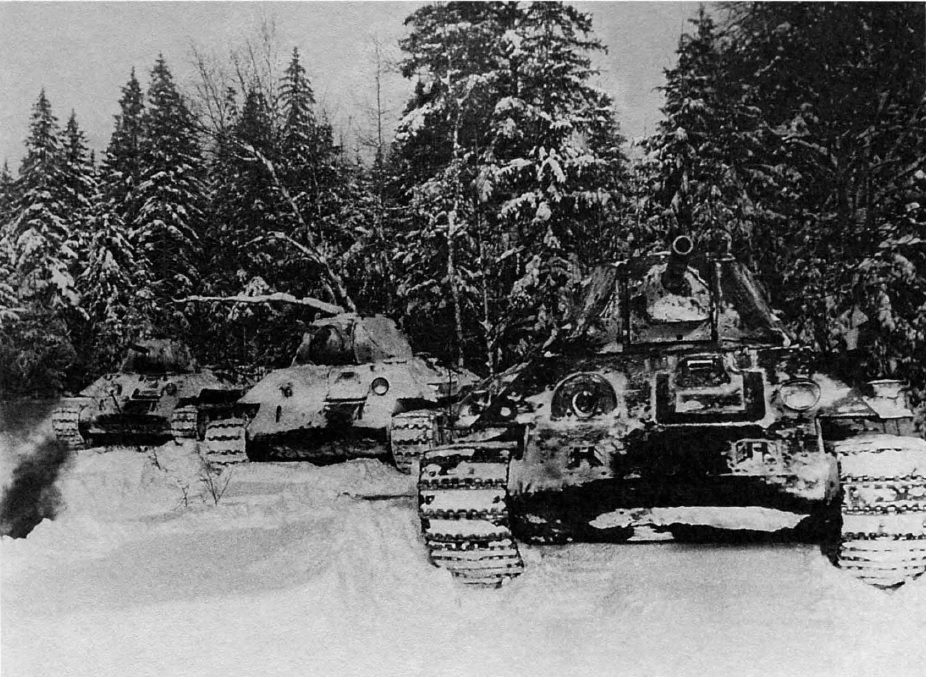
Танки Т-34 32-й танковой бригады перед атакой под Тулой.

5 октября 1941 года полковник И. И. Ющук назначен командиром 32-й танковой бригады, которая вечером 30 октября прибыла в Тулу (5 КВ-1, 7 Т-34, 22 Т-60 и батальон мотопехоты 960 человек) и приняла активное участие в обороне Тулы, а затем в разгроме немецких войск под Тулой, в освобождении Ясной Поляны. Разведав слабое место в обороне противника, совместно с 124-м танковым полком 112-й танковой дивизии провёл рейд по тылам противника на глубину 25 км, разгромив три крупных обоза противника и захватив ряд населённых пунктов, включая Ясную Поляну. Под его руководством 32-я танковая бригада активно участвовала в освобождении Калуги и в преследовании противника к городу Юхнов. За участие в Тульской и Калужской наступательных операциях награждён орденом Красного Знамени В ноябре 1941 года И. И. Ющук был назначен начальником гарнизона г. Тула.
В феврале 1942 года полковник И. И. Ющук назначен помощником командующего войсками Западного фронта по боевому применению танковых войск. По оценке заместителя командующего Западного фронта по танковым войскам генерал-майора танковых войск Д. К. Мостовенко, «находясь всё время непосредственно в войсках, т. Ющук много уделяет внимания обучению АБТ войск современному бою, передаче боевого опыта войскам и организации боя.» С ноября 1942 года — командир 6-го танкового корпуса. В декабре 1942 года получил ранение и направлен на лечение в госпиталь.

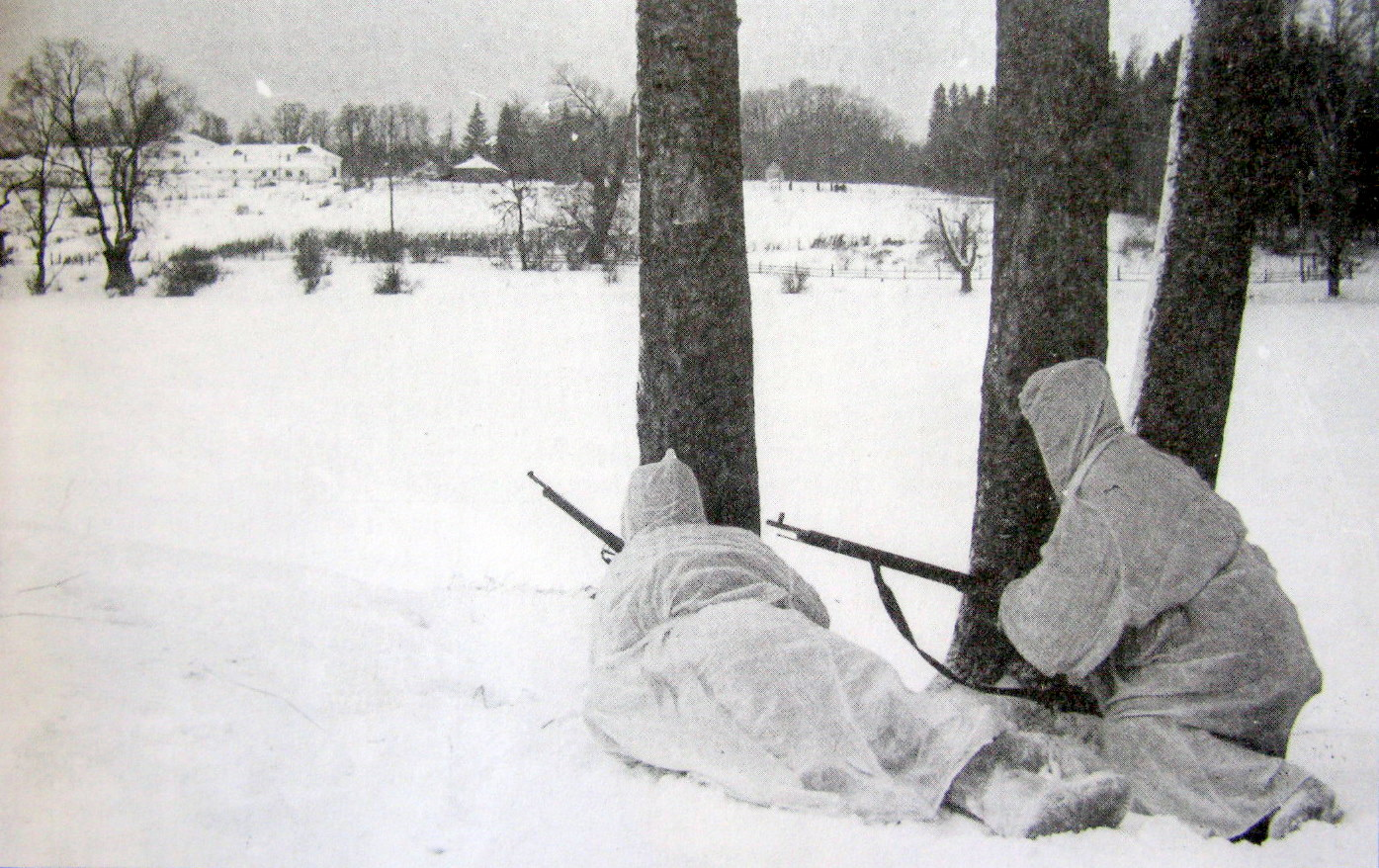
Советские разведчики у Ясной Поляны, Тульская область. Контрнаступление под Москвой. декабрь 1941 года.

7 июня 1943 года присвоено звание генерал-майор танковых войск. С сентября 1943 года — начальник Курсов усовершенствования командного состава (КУКС) при Военной академии бронетанковых и механизированных войск Красной Армии им. И. В. Сталина.
С 15 июля 1944 года и до конца войны генерал-майор танковых войск И. И. Ющук командовал 11-м танковым корпусом. Участник Белорусской, Висло-Одерской, Берлинской наступательных операций, штурма Имперской канцелярии и рейхстага.
Из характеристики: «Командуя корпусом, показал себя высококультурным офицером, хорошо владеющим искусством управления танковым боем».
За успешное форсирование реки Пилица и серьёзный урон противнику, который нанёс 11-й танковый корпус в январе 1945 года, командование 69-й армии представило генерал-майора танковых войск И. И. Ющука к званию Героя Советского Союза, однако решением военного совета фронта был награждён орденом Суворова I степени (6 апреля 1945). Участник операции по удержанию и расширению плацдарма в районе Кюстрина (февраль — март 1945 года).
За время войны был дважды ранен. Конец войны встретил в центре Берлина.

### В послевоенное время
После окончания войны занимал ряд командных должностей в Советской Армии. В июле 1945 года 11-й танковый корпус генерал-майора танковых войск И. И. Ющука преобразован в 11-ю танковую дивизию. В августе 1946 года назначен начальником Курсов усовершенствования офицерского состава (КУОС) при Военной академии бронетанковых и механизированных войск Красной Армии им. И. В. Сталина. С июня 1947 года командовал 23-й танковой дивизией в Прикарпатском ВО. В декабре 1948 года назначен старшим инспектором бронетанковых и механизированных войск (БТ и МВ) Главной инспекции ВС СССР.
В 1957 году генерал-майор танковых войск И. И. Ющук уволен в запас. Находясь на пенсии, вёл большую общественную работу. Автор книги «Одиннадцатый танковый корпус в боях за Родину». 9 мая 1965 года в Москве под председательством генерал-майора ТВ И. И. Ющука была создана ветеранская организация 11-го танкового корпуса, а в 1981 году в школе № 610 (ныне ГБОУ Пушкинский лицей № 1500, Москва) образован музей «Боевой путь 11-го танкового Краснознаменного Радомско-Берлинского орденов Суворова и Кутузова II степени корпуса».
Умер 19 сентября 1991 года. Похоронен на Химкинском кладбище в Москве.

## Книги и публикации
- Ющук И. И. Одиннадцатый танковый корпус в боях за Родину. — М.: Воениздат, 1962.
- Ющук И. И. Герои тех дней // Тула — город герой. — Тула, 1981. — С. 145—150.
- Ющук И. И. Броня на броню // Знамя коммунизма, 21,22,23 марта 1985.
- Ющук И. И. За Ясную Поляну // Коммунар, 30 июля 1971.
- Ющук И. И. В боях за Ясную Поляну // Знамя коммунизма, 24 февраля 1967.

## Награды и звания
- орден Ленина (21 февраля 1945 — выслуга 25 лет)
- три ордена Красного Знамени (1 апреля 1943[5], 3 ноября 1944 — выслуга 20 лет, 1949 — выслуга 30 лет)
- орден Суворова I степени (6 апреля 1945[9])
- орден Суворова II степени (29 мая 1945[10])
- орден Кутузова II степени (23 августа 1944[13])
- орден Отечественной войны I степени (6 апреля 1985[14])
- орден Virtuti Militari 5 класса[15]
- медали, в том числе:
  - «XX лет Рабоче-Крестьянской Красной Армии» (1938)
  - «За оборону Москвы»
  - «За победу над Германией в Великой Отечественной войне 1941—1945 гг.»
  - «За взятие Берлина»
  - «За освобождение Варшавы»
  - «Ветеран Вооружённых Сил СССР»
- Почётный гражданин города Щёкино (27 октября 1967)[3], персональный пенсионер союзного значения (ноябрь 1974)[2].

## Память
- В честь И. И. Ющука назван перевал в Джунгарском Алатау[16].